# بيسفينول
البيسفينولات أو مركبات ذات مجموعتي فينول هي مجموعة من المركبات الكيميائية العضوية المصنفة ضمن فئة الفينولات والحاوية على مجموعتي هيدروكسي فينيل. يبدأ اسم هذه المركبات باسم بيسفينول (تعني السابقة بيس bis مضاعف أو اثنين)، ويكون متبوعاً بحرف لاتيني يشير إلى أحد المتفاعلات. ترتكز معظم البيفينولات على ثنائي فينيل الميثان في بنيتها باستثناء بيسفينول S و P و M.
أشهر مركبات البيسفينولات هو بيسفينول A (بيسفينول أ)، والذي يدعى أيضاً بيسفينول فقط.

## قائمة بمركبات البيسفينولات
| الصيغة البنائية | الاسم        | رقم التسجيل CAS | المتفاعلات         | المتفاعلات                       | الاسم النظامي                                               |
| --------------- | ------------ | --------------- | ------------------ | -------------------------------- | ----------------------------------------------------------- |
| Bisphenol A     | بيسفينول A   | 80-05-7         | فينول              | أسيتون                           | 2,2-Bis(4-hydroxyphenyl)propane                             |
| Bisphenol AF    | بيسفينول AF  | 1478-61-1       | فينول              | سداسي فلورو الأسيتون             | 2,2-Bis(4-hydroxyphenyl)hexafluoropropane                   |
| Bisphenol AP    | بيسفينول AP  | 1571-75-1       | فينول              | أسيتوفينون                       | 1,1-Bis(4-hydroxyphenyl)-1-phenyl-ethane                    |
| Bisphenol B     | بيسفينول B   | 77-40-7         | فينول              | بوتانون                          | 2,2-Bis(4-hydroxyphenyl)butane                              |
| Bisphenol BP    | بيسفينول BP  | 1844-01-5       | فينول              | بنزوفينون                        | Bis-(4-hydroxyphenyl)diphenylmethane                        |
| Bisphenol C     | بيسفينول C   | 79-97-0         | كريسول             | أسيتون                           | 2,2-Bis(3-methyl-4-hydroxyphenyl)propane                    |
| Bisphenol CII   | بيسفينول C   | 14868-03-2      | فينول              | ثنائي كلورو الميثان              | Bis(4-hydroxyphenyl)-2,2-dichlorethylene                    |
| Bisphenol E     | بيسفينول E   |                 | فينول              | أسيتالدهيد                       | 1,1-Bis(4-hydroxyphenyl)ethane                              |
| Bisphenol F     | بيسفينول F   | 87139-40-0      | فينول              | فورمالدهيد                       | Bis(4-hydroxyphenyl)methane                                 |
| Bisphenol G     | بيسفينول G   | 127-54-8        | 2-إيزوبروبيل فينول | أسيتون                           | 2,2-Bis(4-hydroxy-3-isopropyl-phenyl)propane                |
| Bisphenol M     | بيسفينول M   | 13595-25-0      |                    |                                  | 1,3-Bis(2-(4-hydroxyphenyl)-2-propyl)benzene                |
| Bisphenol S     | بيسفينول S   | 80-09-1         | فينول              | ثلاثي أكسيد الكبريت              | Bis(4-hydroxyphenyl)sulfone                                 |
| Bisphenol P     | بيسفينول P   | 2167-51-3       |                    |                                  | 1,4-Bis(2-(4- hydroxyphenyl)-2-propyl)benzene               |
| Bisphenol PH    | بيسفينول PH  | 24038-68-4      | 2-فينيل فينول      | أسيتون                           | 5,5’ -(1-Methylethyliden)-bis[1,1’-(bisphenyl)-2-ol]propane |
| Bisphenol TMC   | بيسفينول TMC | 129188-99-4     | فينول              | 3,3,5-ثلاثي ميثيل حلقي الهكسانون | 1,1-Bis(4-hydroyphenyl)-3,3,5-trimethyl-cyclohexane         |
| Bisphenol Z     | بيسفينول Z   | 843-55-0        | فينول              | حلقي الهكسانون                   | 1,1-Bis(4-hydroxyphenyl)-cyclohexane                        |

## اقرأ أيضاً
- فينول
- فينولات